# Siegbrücke

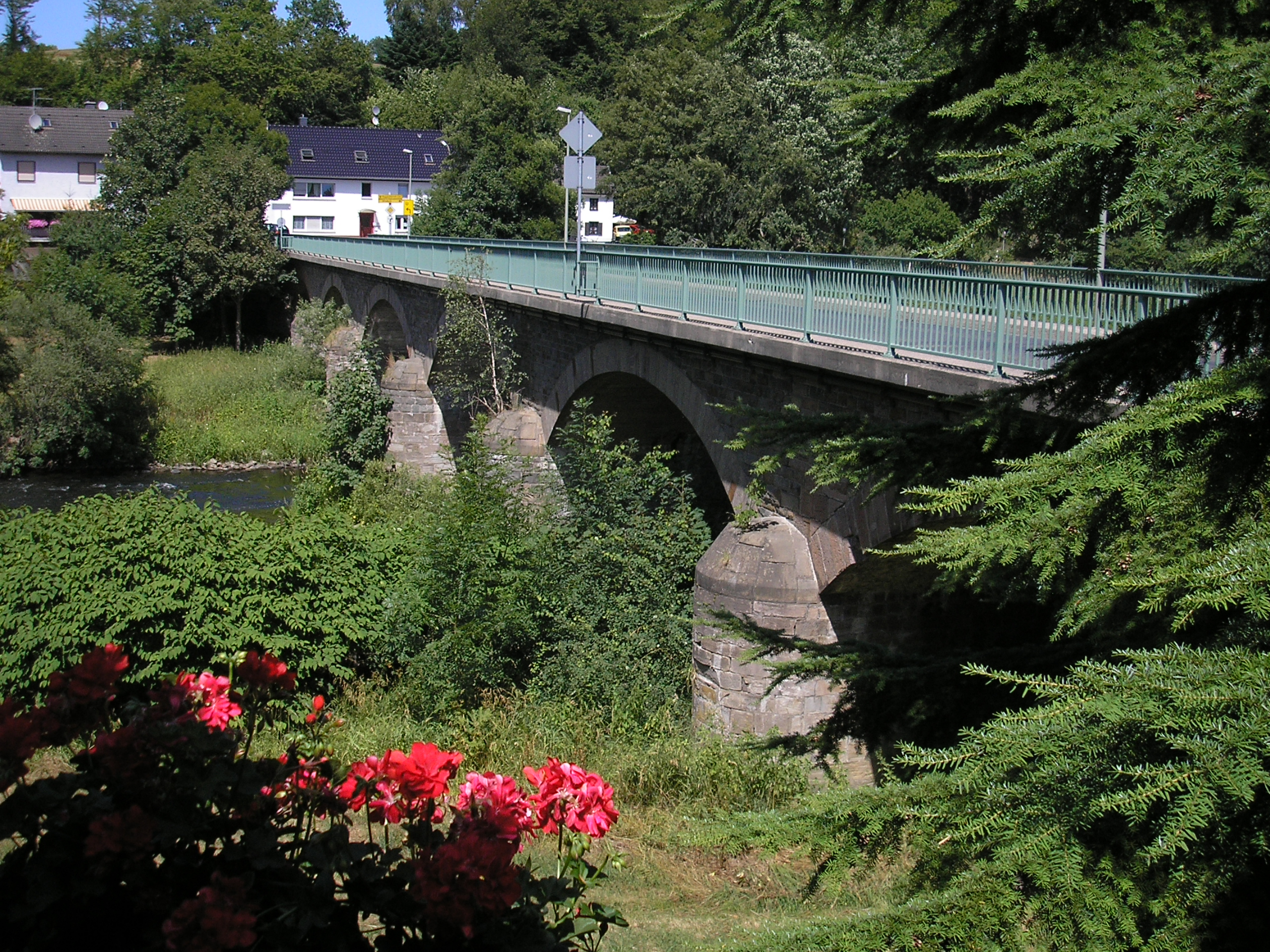
Siegbrücke Alzenbach, Blick vom Hotel Schützenhof

Siegbrücke war ein Ortsteil der Gemeinde Eitorf und gehört heute zu Alzenbach. Namensgebend war die Brücke der Landesstraße 333 nach Halft. Oft wurde das dortige Hotel Schützenhof noch als Siegbrücke bezeichnet.

## Lage
Siegbrücke liegt am südlichen, orographisch linken Ufer der Sieg.

## Einwohner
1885 hatte Siegbrücke zwei Wohngebäude mit sieben Einwohnern.
1901 wohnten hier der Wirt Wilhelm Hoffstadt und der Schneider Heinrich Rösgen.
1925 waren in Siegbrücke fünf Haushalte verzeichnet.
1932 ist hier der Gastwirt Conrad Klein verzeichnet.